# Varanus eremius
Varanus eremius este o specie de reptile din genul Varanus, familia Varanidae, descrisă de Lucas și Frost 1895. Conform Catalogue of Life specia Varanus eremius nu are subspecii cunoscute.